# 楊允諧
楊允諧（越南语：／，1813年—1878年），原名楊允執（越南语：／），《越南人物志彙編》中作楊允庵（越南语：／），越南阮朝官員。

## 生平
楊允諧出生於1813年，父親是翰林侍講楊德黃（Dương Đức Hoàng），籍貫乂安省瓊瑠縣瓊堆村。
楊允諧幼名楊環（Dương Hoàn），後更名爲楊允執，紹治三年（1843年）參加乂安場鄉試，考中舉人，改名爲楊允諧。
嗣德十三年（1860年），楊允諧出任清化按察使，因爲平定了寧平的土匪有功，升爲清化布政使。嗣德十七年，任武庫護理，後充海安軍次贊理，告病回鄉。嗣德二十三年，寧、太發生動亂。
嗣德三十一年（1878年），楊允諧充山興宣贊理道，在任期間病故。

## 家庭
楊允諧的兒子楊桂譜（越南语：／）是嗣德三十一年（1878年）乂安場鄉試舉人。